# Castillo de Zaidín
El castillo de Zaidín se encuentra en un extremo de la meseta donde se encuentra el pueblo de Zaidín (Huesca, España).

## Historia
Es de origen medieval, y por los repetidos cambios de dueño que sufrió la zona en la primera mitad del siglo XII se supone que ya se debía fortificar en aquella época, pero de los restos actuales más antiguas son partes de la muralla del siglo XIII. En 1411 fue un importante baluarte de Jaime II de Urgel, quien lo fortificó. En el siglo XVI se reformó, y la parte más visible que queda del castillo data de esta época y consta del arranque de algunas torres y un lienzo de muralla ataludado, de una cincuentena de metros de largo.